# Lissocephala fijiensis
Lissocephala fijiensis är en tvåvingeart som beskrevs av Harrison 1954. Lissocephala fijiensis ingår i släktet Lissocephala och familjen daggflugor.
Artens utbredningsområde är Fiji. Inga underarter finns listade i Catalogue of Life.